# 杏树岗站
杏树岗站是位于内蒙古自治区科尔沁左翼中旗前杏树岗的一个铁路车站，邮政编码29328。车站建于1966年，有通让铁路经过该站，现不办理客货运业务，车站及其上下行区间均未电气化。车站距离通辽站114公里，隶属沈阳铁路局，是五等站。